# Joost Bürgi
Joos Bürgi (Lichtensteig, 28 febbraio 1552 – Kassel, 31 gennaio 1632) è stato un astronomo e matematico svizzero.

## Biografia
Nato in Svizzera, acquisì una notevole abilità nella matematica e nelle osservazioni e computazioni astronomiche. Nel 1579 iniziò a lavorare come orologiaio e costruttore di strumenti presso l'osservatorio di Kassel (il primo dotato di una cupola girevole). Tale fu la reputazione di cui godette precocemente come costruttore di strumenti da indurre gli scienziati della corte imperiale a chiamarlo a Praga, dove si trasferì intorno al 1603 divenendo orologiaio di Rodolfo II (1552-1612). A Praga assisté nei calcoli astronomici Giovanni Keplero (1571-1630) che stava lavorando sui dati astronomici di Tycho Brahe (1546-1601). Bürgi costruì strumenti astronomici di notevole precisione e bellezza. Fu anche autore di uno dei primi compassi di proporzione a quattro punte e di un singolare teodolite per il disegno prospettico di cui lasciò scritto un trattato oggi perduto. Nel 1620 Keplero lo convinse finalmente a pubblicare le proprie tavole logaritmiche, che egli aveva composto prima della fine del Cinquecento e che costituiscono il suo più importante contributo matematico (sembra accertato che Bürgi non fosse a conoscenza del lavoro di Nepero, pubblicato tre anni prima).
È considerato, insieme a Nepero, l'inventore dei logaritmi.